# Pholcus jinniu
Espèce
Pholcus jinniu est une espèce d'araignées aranéomorphes de la famille des Pholcidae.

## Distribution
Cette espèce est endémique du Hebei en Chine,.

## Description
Le mâle holotype mesure 4,41 mm.

## Étymologie
Son nom d'espèce lui a été donné en référence au lieu de sa découverte, la grotte Jinniu.

## Publication originale
- Tong & Li, 2010 : Eight new spider species of the genus Pholcus (Araneae, Pholcidae) from China. Zootaxa, no 2355, p. 35-55.